# Damalasaurus
"Damalasaurus" (“lagarto de Damala”) es el nombre informal dado a un género de dinosaurio saurópodo que vivió a mediados del período Jurásico, hace aproximadamente 170 millones de años, en el Bajociano. Encontrados en el Tíbet, el nombre fue acuñado por Zhao en 1985 y se conocen dos posibles especies Damalasaurus laticostalis y D. magnus, pero no hay descripción de ninguno. Al parecer pudieron estar relacionados con el Euhelopus o con Brachiosaurus.